# Tienfala
Tienfala is een gemeente (commune) in de regio Koulikoro in Mali. De gemeente telt 7000 inwoners (2009).
De gemeente bestaat uit de volgende plaatsen:
- Banco
- Daforo
- Diogo
- Fougadougou
- Foura
- Manabougou
- Ninfala
- Semba Est
- Semba Ouest
- Sirabala
- Sirabalabougou
- Sirakorni
- Sogoun
- Solani
- Tienfala Gare
- Tienfala Village (hoofdplaats)